# Баллада Бастера Скраггса
«Балла́да о Ба́стере Скра́ггсе» (англ. The Ballad of Buster Scruggs) — киноальманах братьев Коэн в жанре вестерна, поставленный ими по собственному сценарию. Братья Коэн также выступили и продюсерами фильма.
Главные роли в фильме исполнили Тим Блейк Нельсон, Лиам Нисон, Джеймс Франко, Зои Казан, Тайн Дейли и Том Уэйтс.
Премьера картины состоялась 31 августа 2018 года на 75-м Венецианском международном кинофестивале, где братья Коэны за сценарий к фильму получили награду «Золотая Озелла». В Соединённых Штатах фильм был выпущен компанией Netflix 16 ноября 2018 года. В 2019 на 72-й церемонии вручения наград Британской академии «BAFTA» художница по костюмам Мэри Зофрис была представлена в категории «Лучшие костюмы». На 25-й церемонии вручения наград Американской Гильдии киноактёров картина получила номинацию в категории «Лучший каскадёрский ансамбль». Кроме того, на 91-й церемонии вручения наград Американской академии «Оскар» картина претендовала на награду в трёх категориях: «Лучший адаптированный сценарий», «Лучшие костюмы» и «Лучшая оригинальная песня».

## Сюжет
Фильм состоит из шести новелл, связанных друг с другом не сюжетом, а только общей темой «Дикого Запада». В качестве рамки используется образ книги, в которой они все собраны: каждая следующая новелла предваряется иллюстрацией, а начинается и заканчивается первой и последней страницей текста.
- В «Балладе о Бастере Скраггсе» («The Ballad of Buster Scruggs») рассказывается история о весёлом ковбое, поющем и метком стрелке.
- «Под Алгодонесом» («Near Algodones») грабитель банков получает то, что хотел, а затем и ещё кое-что.
- «Вход за еду» («Meal Ticket») — это мрачная история о двух усталых странствующих артистах.
- «Весь Голд-Каньон» («All Gold Canyon») — это история о старателе, добывающем золото.
- «Девушка, которую напугали» («The Gal Who Got Rattled») — лирическая история о неожиданной любви с ещё более неожиданной развязкой в духе братьев Коэн.
- «Останки» («The Mortal Remains») — философская притча о пёстрой компании персон, путешествующих в дилижансе.

### Баллада о Бастере Скраггсе
Бастер Скраггс, известный как Мизантроп, но сам называющий себя Соловьём Сан-Саба — весёлый поющий ковбой в белом костюме и одновременно — разыскиваемый преступник, заходит в отдалённую забегаловку, полную опасного сброда, где вступает в перепалку с оскорблениями с другим посетителем, а затем без труда убивает всех, прежде чем они успевают дотянуться до своих ружей.
Покинув место преступления, он прибывает в чистенький новый город. Бастер заходит в салун «Ущелье француза», где, оставив своё оружие у двери согласно местным правилам об отсутствии огнестрельного оружия в заведении, собирается присоединиться к игре в покер. Прямо перед ним один игрок встаёт из-за стола и покидает своё место: оказывается, ему пришла печально известная рука мертвеца. Другие игроки предлагают Бастеру присоединиться при условии, что он сыграет теми же, уже розданными картами. Тот на мгновение заглядывает в них и отказывается, но все возмущаются, поскольку он должен играть, раз видел карты. Бастер не соглашается, но игрок по имени Джо, крупный мужчина, достаёт спрятанный пистолет и настаивает на требованиях компании игроков. Не сумев убедить Джо прекратить конфликт, Бастер несколько раз бьёт по покерному столу, так что другой конец доски в результате подбивает руку Джо так, что его пистолет оказывается направлен назад, самому Джо в лицо. Трижды выстрелив в себя, тот падает замертво.
Бастер разряжает обстановку в зале шумной песней об «Угрюмом Джо» к удовольствию посетителей. Брат Джо подходит и вызывает Бастера на дуэль на улицу. Бастер с радостью соглашается, отстреливает ему каждый палец правой руки, прежде чем добить шестым выстрелом через плечо, глядя в зеркало.
Молодой приезжий ковбой, одетый в чёрное, вежливо бросает вызов Бастеру. Бастер снова радостно соглашается, но, к удивлению, молодой человек достаёт оружие ещё быстрее и убивает его выстрелом в лоб. Бастер осматривает рану в недоумении, прежде чем рухнуть, признавшись за кадром, что он должен был предвидеть, что «ты не можешь быть лучшим вечно». Молодой человек (в тексте названный Малышом — the Kid) удаляется, напевая скорбно-радостным дуэтом вместе с духом Бастера, который, обретя ангельские крылья и лиру, направляется на небо; он выражает надежду попасть в место, где люди лучше, чем на Земле.

### Под Алгодонесом
Молодой ковбой заходит в банк посреди прерии, и заводит разговор с кассиром. Тот хвастается, как ему несколько раз доводилось предотвратить ограбление. Но юноша не впечатлён: он достаёт оружие и требует отдать всю наличность. Кассир пользуется необходимостью нагнуться за ней, чтобы из-под загородки выстрелить из заготовленных ружей и исчезнуть. Ковбой, умудрившийся увернуться, забирает деньги и выходит наружу, но кассир снова в него стреляет, заставляя ковбоя укрыться за колодцем. Ковбой отстреливается, но кассир атакует его, прикрываясь стиральной доской и надев несколько кастрюль и сковородок в качестве доспехов. Пули отлетают, кассир постоянно хихикает: «В сковородку!», а затем нокаутирует ковбоя прикладом ружья.
Когда ковбой приходит в сознание, то обнаруживает себя сидящим на лошади под деревом со связанными руками и петлёй на шее. Судья и его люди предлагают ему последнее слово, так как пока он был в бессознательном состоянии, они «осудили» его и приговорили к смертной казни. Казнь прервана нападением воинов-команчей, которые быстро убивают судью и его людей, но оставляют ковбоя на лошади.
Через некоторое время появляется перегонщик скота и освобождает ковбоя. Они уезжают вместе, однако перегонщик скота оказывается скотокрадом, их двоих быстро настигает отряд погони.
Ковбоя доставляют в город, где его вновь приговаривают к повешению. Стоя на эшафоте с тремя другими осуждёнными на казнь мужчинами, ковбой смотрит на соседа слева, оплакивающего свою судьбу, и шутит: «В первый раз?». Затем глаза ковбоя устремляются на молодую женщину в толпе, палач резко надевает мешок ему на голову и распахивает люк под его ногами. Толпа веселится и аплодирует.

### Вход за еду
Пара из стареющего импресарио и артиста Харрисона, молодого человека-инвалида без рук и ног, путешествуют из города в город в повозке, которую используют как маленькую сцену, с которой Харрисон театрально декламирует классику, в том числе поэму Перси Биш Шелли «Озимандия»; библейскую историю Каина и Авеля; произведения Уильяма Шекспира, в частности 29-й сонет, фрагмент из Бури, речь Авраама Линкольна. После выступления импресарио собирает пожертвования публики, но заработки уменьшаются по мере того, как они посещают всё более отдалённые горные города с немногочисленной и всё более равнодушной аудиторией.
После спектакля, который не приносит никакой прибыли, импресарио знакомится с человеком, который развлекает толпу аттракционом с курицей, которая якобы может выполнять простые математические вычисления. Посетители дают простые задания на сложение и вычитание, а курица клюёт в ответ нарисованные числа. После покупки курицы импресарио проезжает на фургоне через горный перевал и останавливается у моста через стремительную реку. Он идёт к центру моста и бросает большой камень, чтобы измерить глубину воды, прежде чем вернуться в повозку. В финальной сцене импресарио едет в фургоне, но только курица в клетке сопровождает его в качестве единственного пассажира.

### Весь Голд-Каньон
Сюжет восходит к рассказу Джека Лондона «Золотой каньон».
Пожилой старатель прибывает в ещё не освоенную старателями горную долину и решает искать золото на травянистом лугу у реки. В течение нескольких дней он промывает песок, считает золотые песчинки, чтобы определить место вероятного залегания золота. После первой ночёвки у костра старатель замечает филина, охраняющего своё гнездо на дереве с краю долины. Старик залезает на дерево и подбирается к гнезду, филин пристально смотрит на него с близ стоящего дерева, что заставляет старика вернуть три из четырёх яиц, которые он взял из гнезда себе для еды.
Вычислив нужное место, на третий день старик находит золотые самородки, размеры их всё больше, наконец, он достигает «Мистера Самородка» (в оригинале — Mr. Pocket, карман, геологический термин), большой золотой жилы. Но тут на него падает тень, и молодой человек, который преследовал старика и дал ему сделать всю работу, стреляет ему в спину, тот падает лицом вниз. Молодой человек некоторое время выжидает, чтобы убедиться в смерти и затем прыгает в яму, чтобы забрать золото, но старик лишь прикидывался мёртвым, он завладевает пистолетом и убивает из него нападавшего. Промыв в речном потоке свою рану и поняв, что она не смертельна, старик заканчивает добычу золота, сталкивает тело молодого человека в яму, которая станет тому могилой, после чего покидает долину.

### Девушка, которую напугали
Сюжет основан на одноимённом рассказе Стюарта Эварда Уайта.
Элис Лонгабо, её старший брат Гилберт, неудачливый бизнесмен, и его пёс едут в обозе через прерию в Орегон, где, по словам Гилберта, его новый деловой партнёр женится на Элис. Однако вскоре Гилберт внезапно умирает, не доехав до места назначения, предположительно от холеры (ночью его одолевает сильнейший кашель, а утром он оказывается мёртв; до этого они останавливались в гостинице где был постоялец с такими же симптомами, по утверждению хозяйки «не заразный»), и руководители каравана (мистер Билли Нэпп и мистер Артур) помогают ей похоронить её брата.
Хотя у неё нет определённых планов в Орегоне, Элис решает продолжить путешествие, а не возвращаться. Мэтт, молодой человек, которого Гилберт нанял, чтобы сопровождать их фургон, утверждает, что Гилберт пообещал ему 400 долларов, половину из которых он должен получить, когда они достигнут половины пути в Форт Ларами, иначе он вернётся домой. Не найдя денег в повозке, Элис догадывается, что Гилберта похоронили вместе с его деньгами и рассказывает о затруднительном положении Билли. Возвращаться к могиле уже далеко и найти её невозможно, и Билли предлагает ей довериться его поддержке. Поскольку другие путники жалуются на лай пса Гилберта, мужчина также делает Элис одолжение, сначала пытаясь застрелить Пирса (названного в честь президента Франклина Пирса), а затем прогоняя его.
Узнав Элис поближе, Билли испытывает к ней симпатию и предлагает решить все проблемы, женившись на ней в Форте Ларами и взяв на себя долг Гилберта перед Мэттом: в Орегоне по закону о земле женатая пара может получить 640 акров земли. Он в любом случае задумывался оставить прежнее своё занятие сопровождать обозы, построить дом и завести семью, чтобы в старости иметь надёжную опору и не быть вынужденным жить под открытым небом, как Артур. Для Элис предложение стало неожиданностью, но она проявляет интерес — спрашивает об имени мистера Нэппа, его конфессии. Билли даёт ей подумать и, в знак того, что у неё есть выбор, советует, что при необходимости можно будет нанять другого помощника, и рассчитаться с ним после прибытия быками. Но он тоже нравится ей, поэтому она принимает это предложение. Билли сообщает мистеру Артуру, что это будет их последняя совместная поездка.
На следующее утро во время пути мистер Артур замечает следы копыт, а также пропажу Элис, которая отошла, услышав знакомый лай, и едет по холмам на поиски. Он находит её с собакой брата: Элис смеётся, что собака лает на луговых собачек (в переводе названы сусликами). Мистер Артур замечает индейца-разведчика и отряд индейцев, он даёт Элис пистолет, чтобы в случае его гибели она могла застрелиться и избежать плена. Мистер Артур из винтовки дважды отбивает атаку индейцев, лошади которых спотыкаются на норах грызунов, но в какой-то момент Элис кажется, что притаившийся индеец убивает его. Мистер Артур, получив только лёгкое ранение, убивает индейца, но обернувшись, видит, что Элис застрелилась, как он и приказал ей поступить в случае его смерти. Он с грустью возвращается к обозу с собакой, не зная, что сказать Билли Нэппу.

### Останки
На закате пять человек: англичанин Тигпен, ирландец Кларенс, француз Рене, миссис Бетжеман и охотник, занимающийся пушным промыслом, едут в Форт-Морган, штат Колорадо, на дилижансе. Тигпен говорит, что он и Кларенс часто проезжают по этому маршруту «переправляя груз» (на самом деле намекая на труп на крыше), но он не уточняет цели их поездок.
Охотник, разговорившись, много и сбивчиво рассказывает о своей одинокой жизни, потребности в общении и о прошлых отношениях с женщиной из племени хункпапа, с которой не мог разговаривать, так как они не знали языка друг друга, но общение через понимание эмоций друг друга привело охотника к выводу, что все люди одинаковы в своих основных потребностях точно так же, как животные, на которых он охотится.
Миссис Бетжеман, набожная христианка, с негодованием возражает, что есть только два типа людей, праведные и грешные. Она знает это потому, что её муж, к которому она едет после трёх лет разлуки, читал лекции для движения Шатокуа по «моральной и духовной гигиене». Рене бросает вызов и её рассуждениям, и выводам охотника, своими размышлениями об уникальной и субъективной природе человеческого опыта. Например, Рене спрашивает, думает ли мистер Бетжеман о любви так же, как миссис Бетжеман, предполагая, что если это не так, то, возможно, он не оставался верным ей во время их разлуки.
Миссис Бетжеман становится плохо, и Рене кричит в окно, чтобы извозчик остановился, но дилижанс продолжает движение. Тигпен объясняет, что в правилах извозчика не останавливаться ни при каком условии.
Кларенс поёт печально-радостную народную песню «Несчастный парень», которая успокаивает миссис Бетжеман, несмотря на скабрёзный сюжет. Выясняется, что Кларенс и Тигпен являются «жнецами» или охотниками за головами. Тигпен рассказывает, что их обычный метод состоит в том, что он отвлекает будущую жертву историями, в то время как Кларенс «обрабатывает» её. Тигпен сообщает, что ему нравится наблюдать, как их жертва умирает, особенно за выражением её глаз, когда они «договариваются о переправе» и жертва «пытается понять смысл этого».
Остальные трое явно встревожены рассказом, когда они прибывают в тёмный и мрачный отель в Форт-Моргане, где все остановятся на ночлег, и остаются в дилижансе, пока Тигпен и Кларенс несут труп в отель. Затем они медленно выходят, и дилижанс отъезжает без разгрузки багажа. Рене, миссис Бетжеман и охотник осторожно проходят через входную дверь в отель.

## В ролях

### Баллада о Бастере Скраггсе
| Актёр             | Роль             |
| ----------------- | ---------------- |
| Тим Блейк Нельсон | Бастер Скраггс   |
| Уилли Уотсон      | Малыш            |
| Дэвид Крамхолц    | француз в салуне |
| Э. Э. Белл        | пианист в салуне |
| Клэнси Браун      | Угрюмый Джо      |

### Под Алгодонесом
| Актёр         | Роль                     |
| ------------- | ------------------------ |
| Джеймс Франко | ковбой                   |
| Стивен Рут    | служащий банка           |
| Ральф Айнесон | человек в чёрном (судья) |
| Джесси Люкен  | погонщик                 |

### Вход за еду
| Актёр         | Роль              |
| ------------- | ----------------- |
| Лиам Нисон    | импресарио        |
| Гарри Меллинг | артист (Харрисон) |

### Весь Голд-Каньон
(снят по рассказу Джека Лондона «Золотой Каньон»)
| Актёр      | Роль              |
| ---------- | ----------------- |
| Том Уэйтс  | пожилой старатель |
| Сэм Диллон | молодой человек   |

### Девушка, которую напугали
(снят по одноимённому рассказу Стюарта Эдварда Уайта)
| Актёр           | Роль         |
| --------------- | ------------ |
| Зои Казан       | Элис Лонгабо |
| Билл Хек        | Билли Нэпп   |
| Грэйнджер Хайнс | мистер Артур |

### Останки
| Актёр          | Роль                  |
| -------------- | --------------------- |
| Тайн Дейли     | миссис Бетжеман, леди |
| Брендан Глисон | Кларенс, ирландец     |
| Джонджо О’Нил  | Тигпен, англичанин    |
| Сол Рубинек    | Рене, француз         |
| Челси Росс     | траппер               |

## Производство
Джоэл и Итан Коэны объявили о проекте в январе 2017 года, как о совместной работе с Annapurna Pictures. Он задумывался как шестисерийный телевизионный мини-сериал, который должен был быть целиком срежиссирован Коэнами. В течение 2017 года и в начале 2018 года Джеймс Франко, Зои Казан, Тайн Дейли, Уилли Уотсон, Ральф Айнесон, Тим Блейк Нельсон, Стивен Рут, Лиам Нисон и Брендан Глисон вошли в актёрский состав фильма.
«Баллада о Бастере Скраггсе» была частично снята в западной части штата Небраска. Вызовы на распределение ролей выходили для «обычных» небрасковцев, которые должны были выглядеть как дополнительно оплачиваемые роли. Также некоторая часть съёмок проходила в Нью-Мексико, месте где братья Коэн снимали «Старикам тут не место» и «Железную хватку».
Несмотря на то, что фильм выполнен в классическом американском жанре вестерна, саундтрек к нему был записан в Лондоне, в знаменитой студии Abbey Road.
В июле 2018 года сообщалось, что мини-сериал был переделан в единый полнометражный фильм, сохраняющий при этом свою антологическую сцепку.

## Награды и номинации
| Премия                              | Категория                         | Номинант                                                                  | Результат |
| ----------------------------------- | --------------------------------- | ------------------------------------------------------------------------- | --------- |
| «Оскар»                             | Лучший адаптированный сценарий    | Джоэл Коэн, Итан Коэн                                                     | Номинация |
| «Оскар»                             | Лучшая песня                      | Дэвид Роулингс, Гиллиан Уэлч («When a Cowboy Trades His Spurs for Wings») | Номинация |
| «Оскар»                             | Лучший дизайн костюмов            | Мэри Зофрис                                                               | Номинация |
| BAFTA                               | Лучший дизайн костюмов            | Мэри Зофрис                                                               | Номинация |
| Премия Гильдии киноактёров США      | Лучший каскадёрский состав        |                                                                           | Номинация |
| Венецианский кинофестиваль          | Золотой лев                       | Джоэл Коэн, Итан Коэн                                                     | Номинация |
| Венецианский кинофестиваль          | Золотая Озелла за лучший сценарий | Джоэл Коэн, Итан Коэн                                                     | Победа    |
| Национальный совет кинокритиков США | Топ 10 лучших фильмов года        |                                                                           | Победа    |